# Golan (informatica)
Golan è il nome in codice del modulo wireless Pro Wireless 3945 ABG progettato da Intel per costituire, dal 5 gennaio 2006, insieme al processore Yonah e al chipset Calistoga la prima piattaforma Centrino Duo, erede di quella Centrino Sonoma che era conosciuta precedentemente con il nome in codice di Napa.

## Caratteristiche tecniche
Le dimensioni di questo modulo (30 × 51 mm) sono ridotte a meno del 50% rispetto a quello integrato nelle piattaforme mobile Sonoma, e questo consente sia di ridurre i consumi di circa il 30%, sia di ridurre l'ingombro dei portatili. Inoltre le prestazioni di Golan sono circa il 70% migliori rispetto ai moduli precedenti, grazie anche al fatto che Golan si connette al sistema utilizzando il bus PCI Express anziché il classico PCI.
Il protocollo supportato è l'802.11e, mentre l'imminente specifica 802.11n (MIMO), è stata rimandata alla generazione successiva a causa dello sviluppo ancora preliminare di questo protocollo al momento del rilascio di Golan.
In ogni caso, Golan integra 2 nuove tecnologie:
- Optimal AP Selection Technology, che permette di selezionare automaticamente gli access point non più solo in base alla potenza del segnale, ma anche alla banda disponibile.
- Enhanced VoIP Quality Technology, che migliora la gestione della banda di trasmissione per avere una elevata qualità di trasmissione e ricezione dei segnali VoIP.

L'utilizzo di queste tecnologie è reso possibile in abbinamento con gli access point di Cisco, che ha collaborato con Intel nella definizione di queste funzionalità avanzate.
La potenza dei dispositivi mobile disponibili fino a prima di Golan, veniva fortemente limitata in mancanza di segnale wireless, pertanto Intel ha dovuto operare congiuntamente con i produttori di dispositivi mobile affinché la copertura del segnale Wi-Fi sia la più ampia possibile. In quest'ottica ben si capisce l'importanza della tecnologia WiMAX, che permette portate di segnale broadband su aree molto ampie, rendendo possibile la copertura di zone che non sarebbero mai state interessate da una copertura via cavo. Si tratta di un supporto che Intel introdurrà solo con i futuri prodotti wi-fi.

## Il successore
La piattaforma Napa è stata seguita a maggio 2007 dalla nuova Centrino Pro Santa Rosa, la quale integra l'evoluzione di Golan, Kedron. Inizialmente era previsto che Kedron potesse supportare lo standard WiMax, ma successivamente Intel ha deciso di posticipare tale supporto alla piattaforma che succederà a Santa Rosa nel 2008, attualmente conosciuta come Montevina.